# Gunung Terang (Kinal)
Gunung Terang is een bestuurslaag in het regentschap Kaur van de provincie Bengkulu, Indonesië. Gunung Terang telt 431 inwoners (volkstelling 2010).